# UFC 217
UFC 217: Bisping vs. St-Pierre è stato un evento di arti marziali miste tenuto dalla Ultimate Fighting Championship il 4 novembre 2017 allo storico Madison Square Garden di New York, negli Stati Uniti.

## Risultati
|                                           | Divisione             |                    |                 |                        | Metodo                                   | Round           | Tempo           | Premio          |
| Card Principale                           | Card Principale       | Card Principale    | Card Principale | Card Principale        | Card Principale                          | Card Principale | Card Principale | Card Principale |
| ----------------------------------------- | --------------------- | ------------------ | --------------- | ---------------------- | ---------------------------------------- | --------------- | --------------- | --------------- |
| Sfida valida per il titolo di campione    | Pesi medi             | Georges St-Pierre  | batte           | Michael Bisping (c)    | Sottomissione tecnica (rear-naked choke) | 3               | 4:23            | POTN            |
| Sfida valida per il titolo di campione    | Pesi gallo            | T.J. Dillashaw     | batte           | Cody Garbrandt (c)     | KO Tecnico (pugni)                       | 2               | 2:41            | POTN            |
| Sfida valida per il titolo di campionessa | Pesi paglia femminili | Rose Namajunas     | batte           | Joanna Jędrzejczyk (c) | KO tecnico (pugni)                       | 1               | 3:03            | POTN            |
|                                           | Pesi welter           | Stephen Thompson   | batte           | Jorge Masvidal         | Decisione unanime (30-26, 30-27, 30-27)  | 3               | 5:00            |                 |
|                                           | Pesi medi             | Paulo Costa        | batte           | Johny Hendricks        | KO tecnico (pugni)                       | 2               | 1:23            |                 |
| Card Preliminare (Fox Sports 1)           |                       |                    |                 |                        |                                          |                 |                 |                 |
|                                           | Pesi leggeri          | James Vick         | batte           | Joseph Duffy           | KO tecnico (pugni)                       | 2               | 4:59            |                 |
|                                           | Pesi massimi          | Mark Godbeer       | batte           | Walt Harris            | Squalifica (calcio alla testa illegale)  | 2               | 4:29            |                 |
|                                           | Pesi mediomassimi     | Ovince Saint Preux | batte           | Corey Anderson         | KO (calcio alla testa)                   | 3               | 1:25            | POTN            |
|                                           | Pesi welter           | Randy Brown        | batte           | Mickey Gall            | Decisione unanime (29-28, 29-28, 29-27)  | 3               | 5:00            |                 |
| Card Preliminare (UFC Fight Pass)         |                       |                    |                 |                        |                                          |                 |                 |                 |
|                                           | Pesi massimi          | Curtis Blaydes     | batte           | Oleksij Olejnik        | KO tecnico (stop medico)                 | 2               | 1:56            |                 |
|                                           | Pesi gallo            | Ricardo Ramos      | batte           | Aiemann Zahabi         | KO (gomitata a giro)                     | 3               | 1:58            | POTN            |

## Premi
I lottatori premiati ricevettero un bonus di 50.000 dollari.
Legenda:
- FOTN: Fight of the Night (vengono premiati entrambi gli atleti per il miglior incontro dell'evento)
- POTN: Performance of the Night (viene premiato il vincitore per la migliore performance dell'evento)